# Virgin (Utah)
Virgin ist eine Stadt des Washington County, des südwestlichsten des US-Bundesstaates Utah nahe dem Zion National Park. Entlang der Stadt fließt der Virgin River, welcher der Stadt ihren Namen gab. Das U.S. Census Bureau hat bei der Volkszählung 2020 eine Einwohnerzahl von 670 ermittelt.
Durch die Stadt verläuft die Utah State Route 9. In etwa zwei Stunden (ca. 220 km) kann man von Virgin die Glücksspiel-Metropole Las Vegas in Nevada erreichen.

## Geographie
Laut dem United States Census Bureau erstreckt sich Virgin auf einer Fläche von 11,9 Quadratmeilen (30,9 km²) auf einer Höhe von etwa 3606 Fuß (1099 m). Im Nordwesten der Stadt befindet sich der Hurricane Mesa Test Facility, ein mittlerweile nur noch privat genutzter ehemaliger Test-Flugplatz der US Air Force.

## Verpflichtung zum Waffenbesitz
Im Mai 2000 wurde ein Gesetz erlassen, das jedem Haushalt von Virgin den Besitz einer Feuerwaffe vorschreibt. Dies wurde in Michael Moores Film Bowling for Columbine thematisiert. Das Gesetz schließt verurteilte Straftäter, Menschen mit geistiger Behinderung, Kriegsdienstverweigerer und solche, die sich keine Waffe leisten können, aus. Die Missachtung des Gesetzes wird allerdings nicht strafrechtlich verfolgt.